# Viessmann
Viessmann is een internationaal bedrijf, dat producten in de verwarmingsbranche fabriceert.
De Viessmann-groep is een privébedrijf, dat werd opgericht in 1917 in Hof in de Duitse deelstaat Beieren en nog altijd door de familie Viessmann wordt geleid. In 2011 realiseerde het bedrijf een omzet van 1,86 miljard euro, waarvan de helft door export tot stand kwam. Sinds 1937 is het bedrijf gevestigd in Allendorf (Eder) in de Duitse deelstaat Hessen. Bij de groep werken ongeveer 9600 mensen. Het bedrijf heeft tien productievestigingen, in Duitsland, Frankrijk, Canada, Polen en China. De Viessmann-groep wordt buiten Duitsland in 33 landen vertegenwoordigd door dochterondernemingen.

## Sponsoring
Wintersport
- Titelsponsor FIS wereldbeker schansspringen - van het seizoen 2003/2004?? t/m 2007/2008 en vanaf 2011/2012
- Titelsponsor FIS wereldbeker noords combinatie - vanaf het seizoen 2011/2012
- Premium sponsor IBU biatlon wereldbeker - vanaf het seizoen 2012/2013??
- Titelsponsor FIL wereldbeker rodelen - van het seizoen 2009/2010 t/m 2019/2020
- Titelsponsor FIS wereldbeker langlaufen - van het seizoen 2004/2005?? t/m 2017/2018
- Titelsponsor FIBT bob- en skeleton wereldbeker - van het seizoen 2007/2008 t/m 2014/2015
- Hoofdsponsor afdeling 'rodelen' van de Bob- und Schlittenverband für Deutschland vanaf het seizoen 2002/2003[1]